# Iwan Illarionowitsch Woronzow-Daschkow

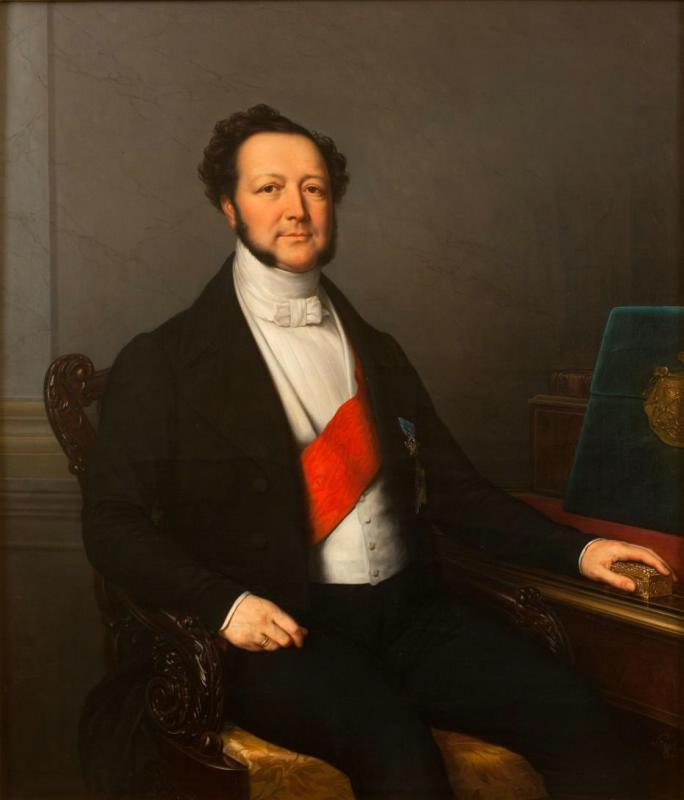
Iwan Illarionowitsch Woronzow-Daschkow

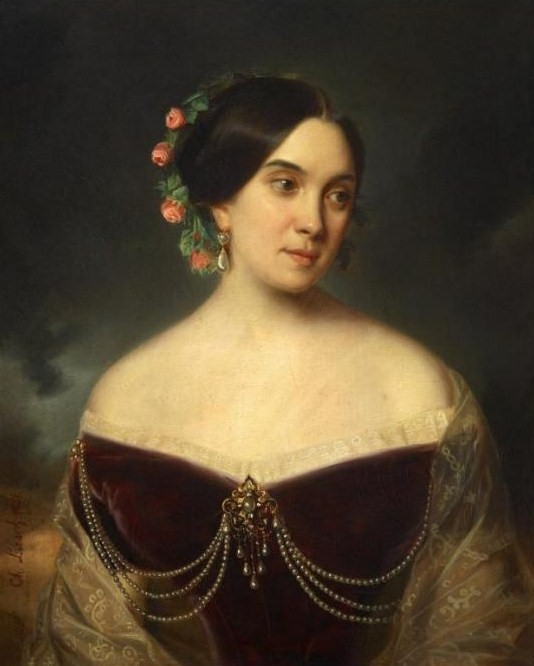
Alexandra Kirillowna Naryshkina

Graf Iwan Illarionowitsch Woronzow-Daschkow, russisch Ива́н Илларио́нович Воронцо́в-Да́шков, (* 2. Juni 1790; † 26. Juni 1854 in Peterhof) war ein russischer Adliger und Diplomat.

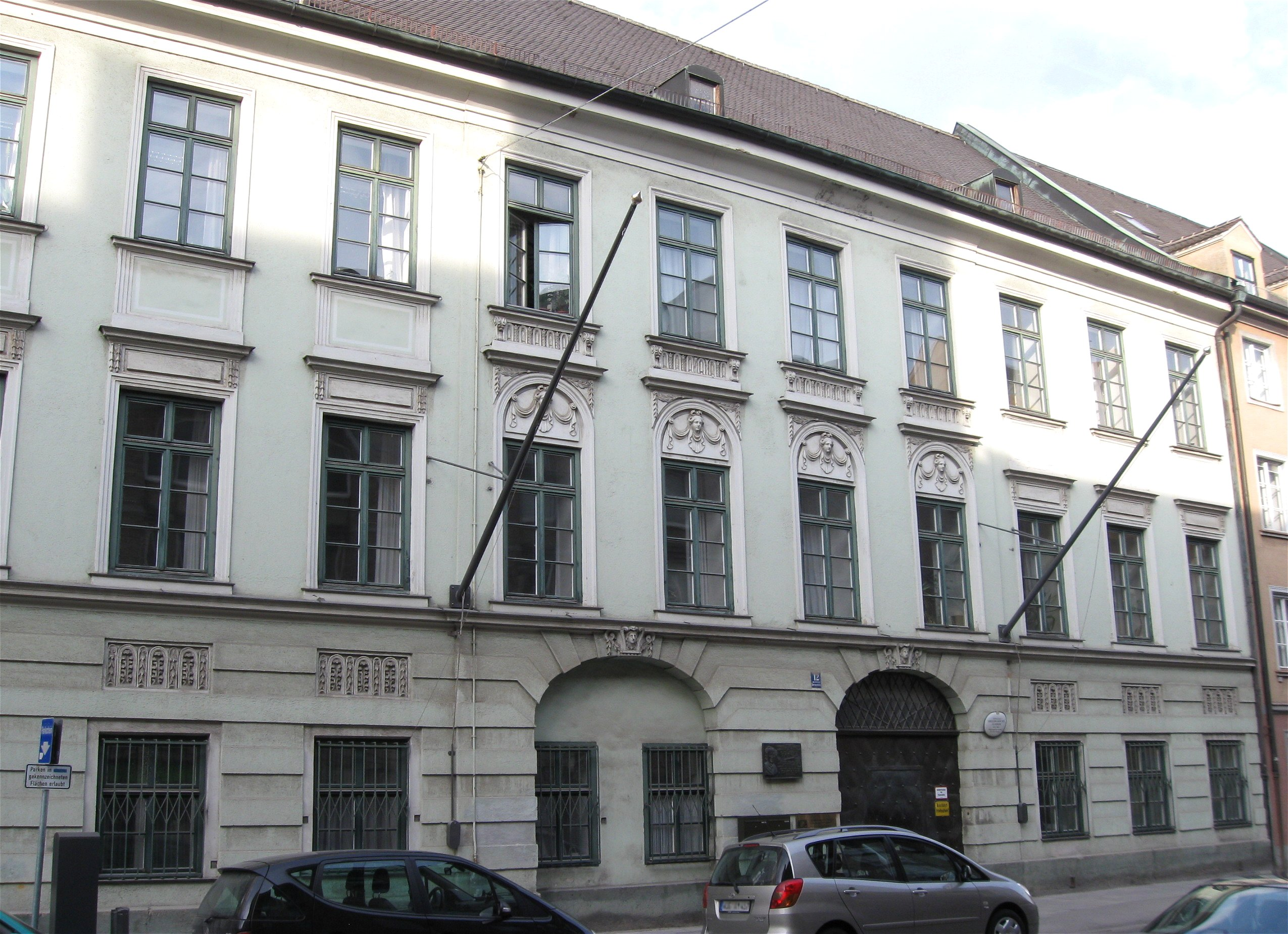
Palais Woronzow in München

## Leben
Iwan Illarionowitsch Woronzow-Daschkow war Mitglied des russischen Adelsgeschlechtes Woronzow. Sein Großvater war der Kammerherr, Generalleutnant und seit 1760 Reichsgraf Iwan Illarionowitsch Woronzow, ein Bruder des Generalobersten Roman Illarionowitsch Woronzow und des Kanzlers Michael Larionowitsch Woronzow. 1807 erhielt Iwan Illarionowitsch Woronzow-Daschkow von der Witwe des Fürsten Daschkow für sich und seine Nachkommen die Erlaubnis den Doppelnamen Woronzow-Daschkow zu führen. Von 1824 bis 1828 diente Woronzow-Daschkow als russischer Gesandter in München und von 1828 bis 1832 in Turin und Parma.   
Nach ihm erhielt das Palais Woronzow in München seinen Namen. Woronzow-Daschkow ließ als Mieter 1823 Jean Baptiste Métivier das Tragsystem des Gebäudes auf neun Felder verdichten, wodurch der erste Stock als Ballsaal genutzt werden konnte. Nach 1832 vertrat Woronzow-Daschkow als Mitglied des Reichsrates den Minister für auswärtige Angelehnten Graf Nesselrode und fungierte als wirklich geheimer Rat, Vizepräsident des Kapitels des kaiserlichen Ordens und Oberzeremonienmeisters. Er starb 1854 in Peterhof an der Cholera.

## Familie
Iwan Illarionowitsch Woronzow-Daschkow war mit Alexandra Kirillowna geborene Gräfin Naryschkina verheiratet. Sein Sohn war Graf Illarion Iwanowitsch Woronzow-Daschkow, Minister des kaiserlichen Hauses, Statthalter und Militärgouverneur des Kaukasus. 

## Auszeichnungen
- Orden des Heiligen Johannes von Jerusalem
- Russischer Orden des Heiligen Andreas des Erstberufenen
- Russischer Alexander-Newski-Orden
- Russischer Orden des Heiligen Wladimir